# Seljanka (vattendrag i Belarus)
Seljanka (ryska: Селянка) är ett vattendrag i Belarus.   Det ligger i voblasten Mahiljoŭs voblast, i den östra delen av landet, 300 km öster om huvudstaden Minsk.
Omgivningarna runt Seljanka är en mosaik av jordbruksmark och naturlig växtlighet. Runt Seljanka är det glesbefolkat, med 20 invånare per kvadratkilometer.